# Philippe Sonnet
Philippe Sonnet est un homme politique belge, membre du MR, né à Charleroi le 12 août 1964 et mort à Mons le 27 juillet 2022. 

## Biographie
Il a été échevin à Charleroi et Vice-Président du Conseil Provincial du Hainaut.
Le 16 octobre 2008, Philippe Sonnet organise le premier colloque intitulé les rencontres des métiers du paysage à Charleroi.
Cet événement a réuni les meilleurs paysagistes de Belgique : Benoît Fondu, Jean-Noël Capart, ou Joseph De Gryse dans le site du Bois du Cazier à Marcinelle.

## Carrière politique
- 2000-2006 : conseiller communal à Charleroi
- 2000-2006 : conseiller provincial de la Province de Hainaut
- 2006-15 janvier 2009 : échevin carolo de la Propreté, de l'Écologie urbaine et de l'Environnement
- 2006-27 juillet 2022 : Vice-Président du Conseil provincial du Hainaut
- 15 janvier 2009-27 juillet 2022 : conseiller communal à Charleroi

## Scandales
Philippe Sonnet, proche d'Olivier Chastel, a été à l'origine de révélations dans diverses affaires carolorégiennes.
Il est lui-même, à la suite d'une dénonciation, suspecté de fraude fiscale, mais finalement acquitté de cette accusation.